# 운명의 길
《운명의 길》은 대한민국의 드래곤플라이가 제작한 첫 롤플레잉 게임이다.

## 게임 내용
마로와 레아 그리고 부여 받은 운명을 향해 나아간 많은 동료들, 그들은 오해와 다툼 그리고 수많은 난관을 극복하면서 거스를 수 없는 운명을 이야기 해 나간다. 믿음 속에서 뜻하지 않은 배신과 그리고 운명이라면 기꺼이 받아드리며 자신을 희생하는 동료들. 그것만은 신들이 예상을 못 했던 것이다.
운명의 길은 신들이 지배하는 세상에서 운명이 결정된 인간들이 순수히 운명을 받아드리는 것보다는 자아에 의해서 스스로 자신의 길을 결정하는 과정을 그린 내용이다.